# Nueltin
Nueltin (ang. Nueltin Lake) – jezioro w środkowej Kanadzie, położone na pograniczu prowincji Manitoba i terytorium Nunavut. Jezioro zajmuje powierzchnię 2279 km². Linia brzegowa ma nieregularny kształt. Na zbiorniku znajdują się liczne wyspy. Wypływa z niego rzeka Thlewiaza, która uchodzi do Zatoki Hudsona.
Jezioro zostało odkryte w 2. połowie XVIII wieku przez angielskiego odkrywcę Samuela Hearne'a.
Jego nazwa w języku Indian Chipewyan oznacza "jezioro śpiącej wyspy".